# Alan Peckolick
Alan Peckolick (1940 - 2017) fou un dissenyador gràfic i fotògraf estatunidenc, conegut sobretot per les formes tipogràfiques que creà, com ara els logos de Revlon i de la Universitat de Nova York.
La fascinació que sentia per les formes de les lletres apuntala bona part de la seva obra. Peckolick treia principalment la inspiració dels símbols i les lletres antics.

## Llibres
- Alan Peckolick i Gertrude Snyder, Herb Lubalin: Art Director, Graphic Designer and Typographer, Amshow & Archive, 1985, 1a ed.